# پیتر نوول
پیتر نوول (انگلیسی: Peter Nowell؛ ۸ فوریهٔ ۱۹۲۸ – ۲۶ دسامبر ۲۰۱۶) یک دانشمند، پزشک و پژوهشگر سرطان اهل ایالات متحده آمریکا بود.
او یکی از دو کاشف کروموزوم فیلادلفیا و در زمان مرگش، استاد بازنشستهٔ پاتولوژی دانشگاه پنسیلوانیا بود.
وی همچنین برندهٔ جوایزی همچون نشان بنجامین فرانکلین و جایزه پژوهش پزشکی بالینی لسکر-دی‌بیکی شده‌است.